# Saló Internacional del Còmic de Barcelona
Comic Barcelona, històricament anomenat Saló Internacional del Còmic de Barcelona, és un certamen anual d'autors, editors i lectors de còmic que se celebra anualment a Barcelona des de 1981. Constitueix una important referència per al còmic català i espanyol i des de 1988 és organitzat per Ficomic, una entitat sense ànim de lucre que té com a objectius la difusió i promoció del còmic i manga.
Durant els tres o quatre dies que sol durar, el Saló acull diverses exposicions de còmic, és un lloc de trobada entre el públic i els autors, hi ha sessions de signatures, taules rodones, debats, classes de còmic o activitats pedagògiques per al públic infantil, entre d'altres. El jurat del Saló del Còmic concedeix diversos premis, els més popular dels quals són el Gran Premi del Saló, el Premi a la Millor Obra, el Premi a l'autor revelació, el Premi al millor fanzine i el Premi a la Millor Obra Estrangera.
Al llarg dels anys, el Saló del Còmic de Barcelona s'ha anat diversificant, tot incorporant a la seva oferta el cinema, sèries de televisió, animes, manga, joguines, jocs de rol, videojocs i marxandatge divers, esdevenint una gran manifestació de la cultura pop.
És una de les convencions culturals més multitudinàries de Catalunya, només superada pel festival de música Primavera Sound i el Saló del Manga de Barcelona, organitzat també per Ficomic. A nivell europeu, es tracta d'un dels certamens del còmic més importants i multitudinaris, superat només pel Festival del Còmic d'Angulema a França i pel Lucca Comics & Games a Itàlia. El 2018, el Saló del Còmic va arribar a congregar més de 118.00 visitants.

## Història

Cartell promocional del 1er Saló del Còmic i la Il·lustració de Barcelona (1981), obra de Miguel Gallardo.

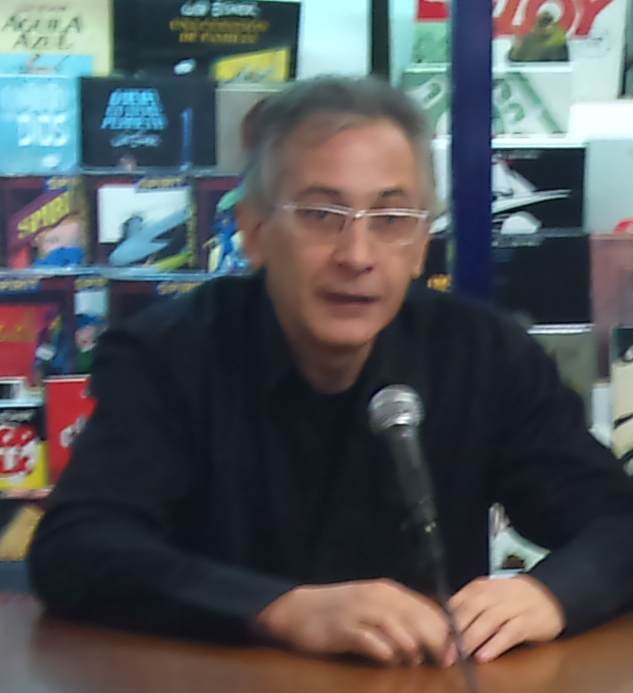
Joan Navarro, director del Saló entre 1988 i 1994. (Foto de 2012).

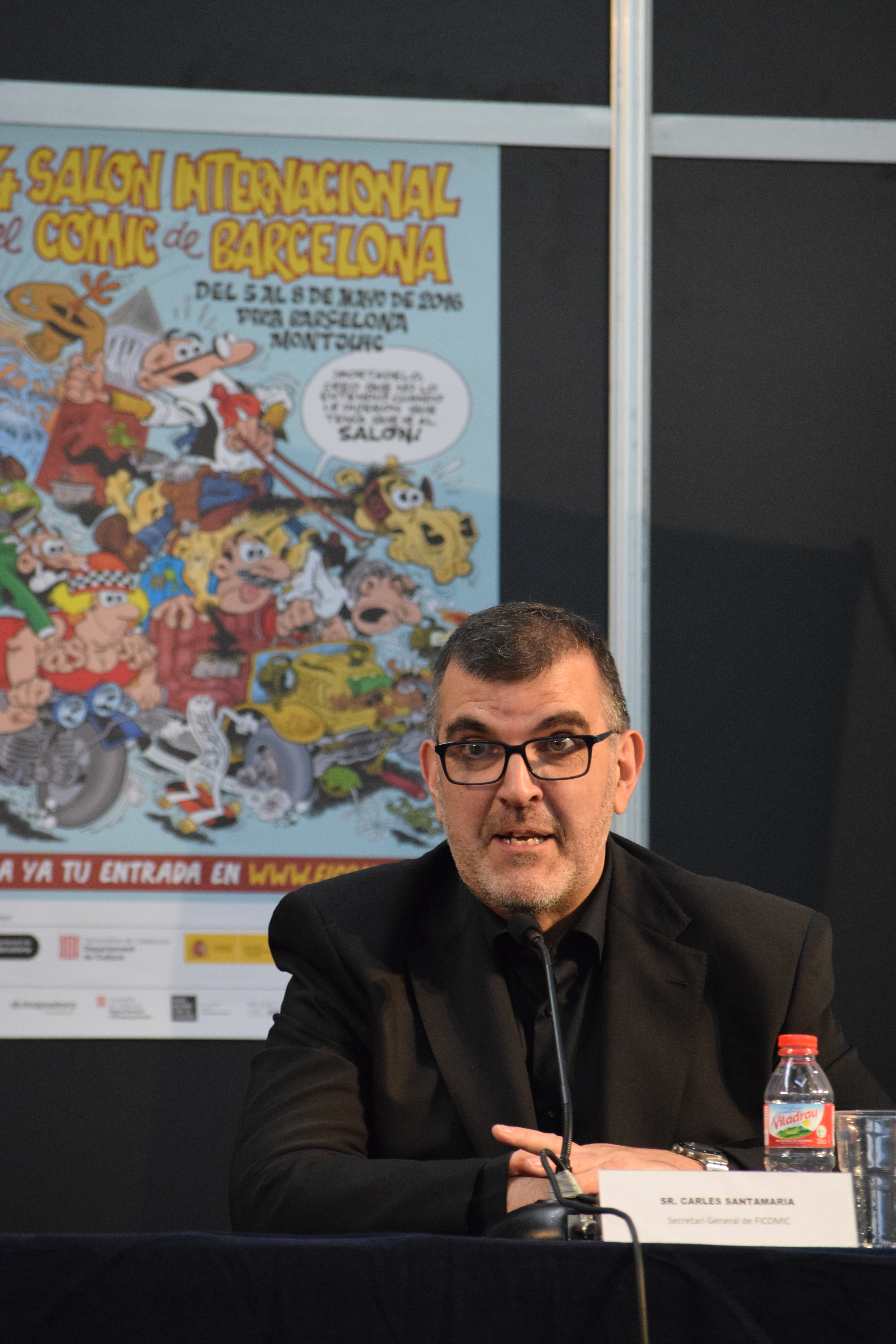
Carles Santamaría, director del Saló entre 2006 i 2017. (Foto de 2016).

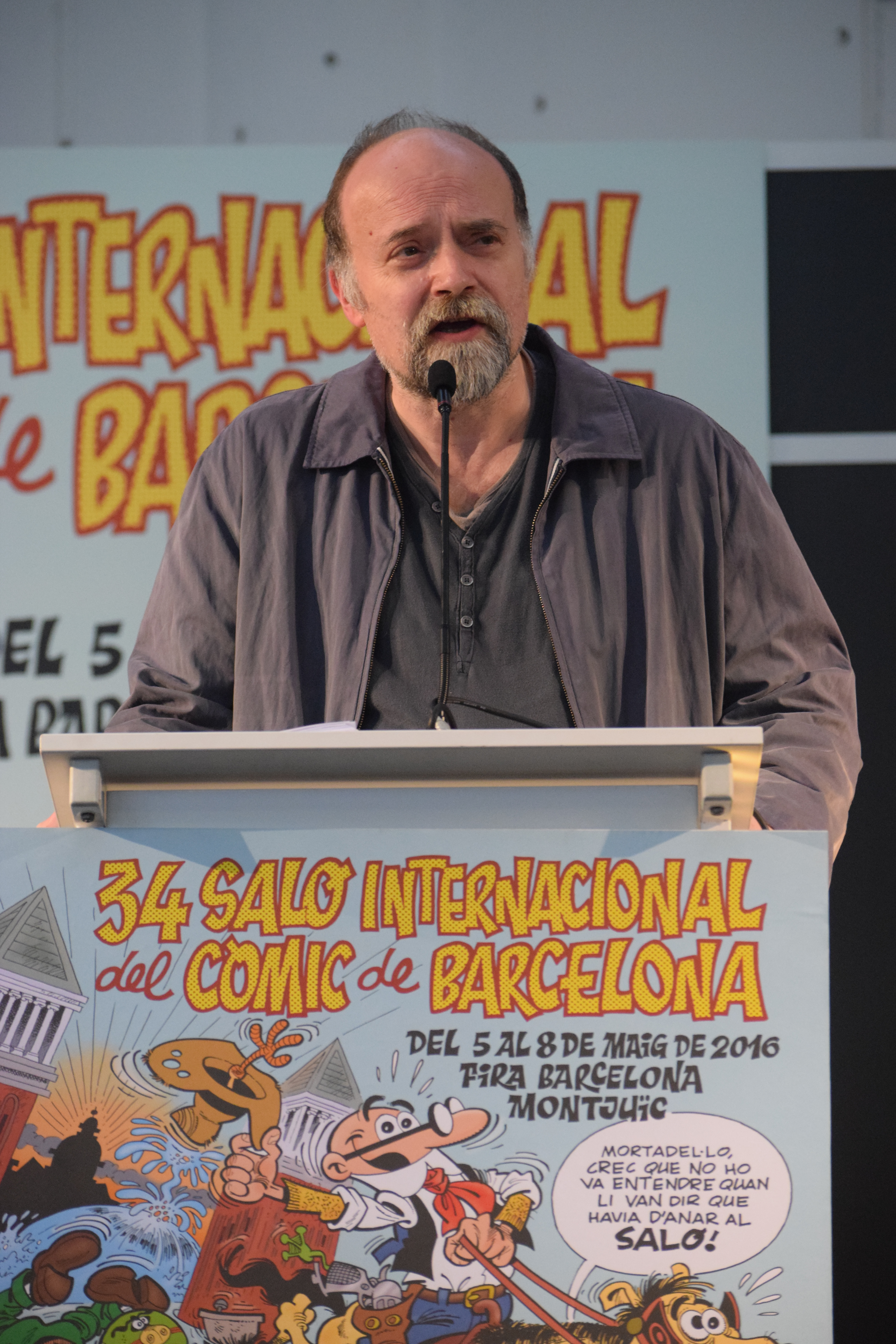
Antoni Guiral, habitual comissari d'exposicions del Saló. (Foto de 2016).

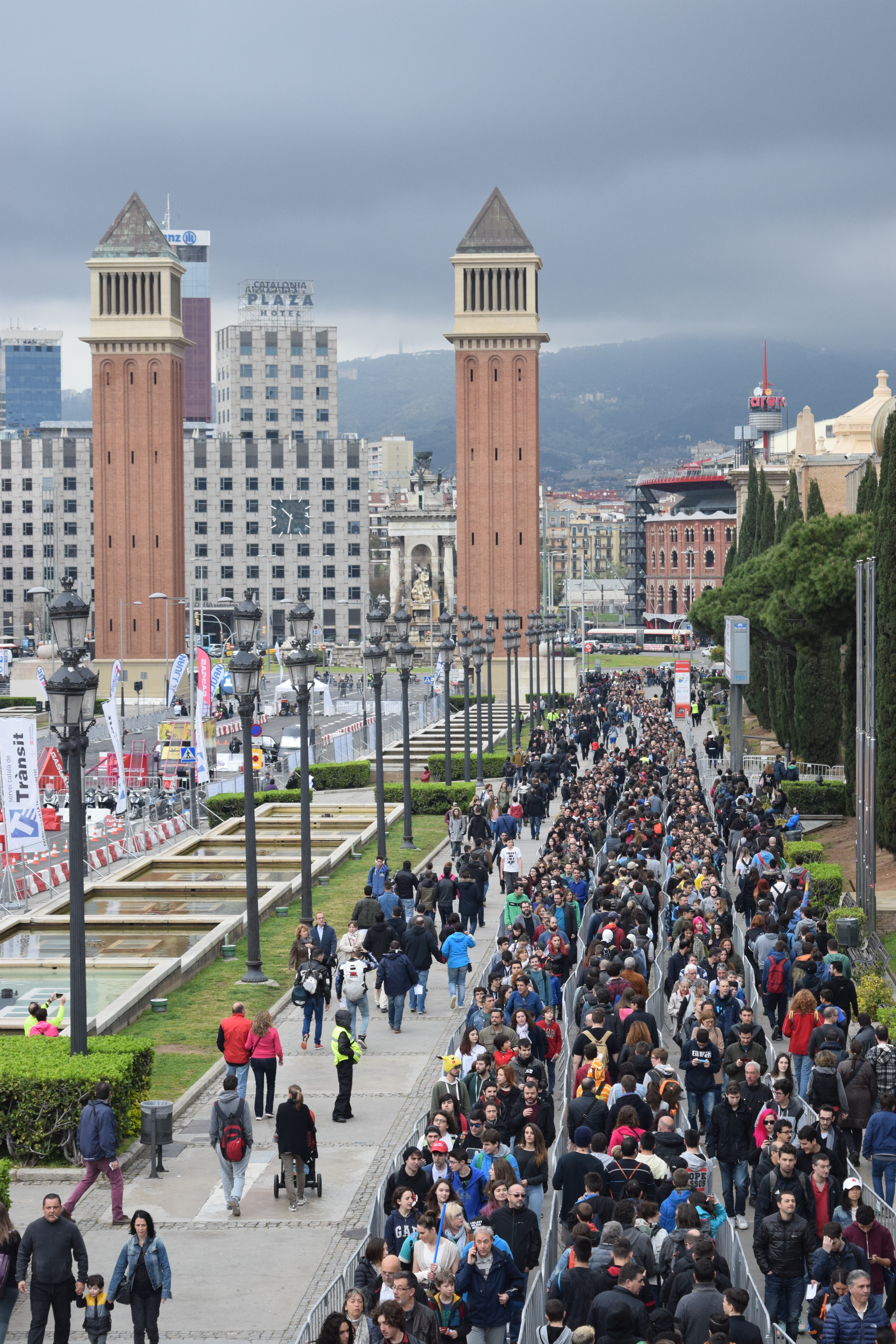
Llargues cues de gent esperant per entrar al Saló (Foto de 2017).

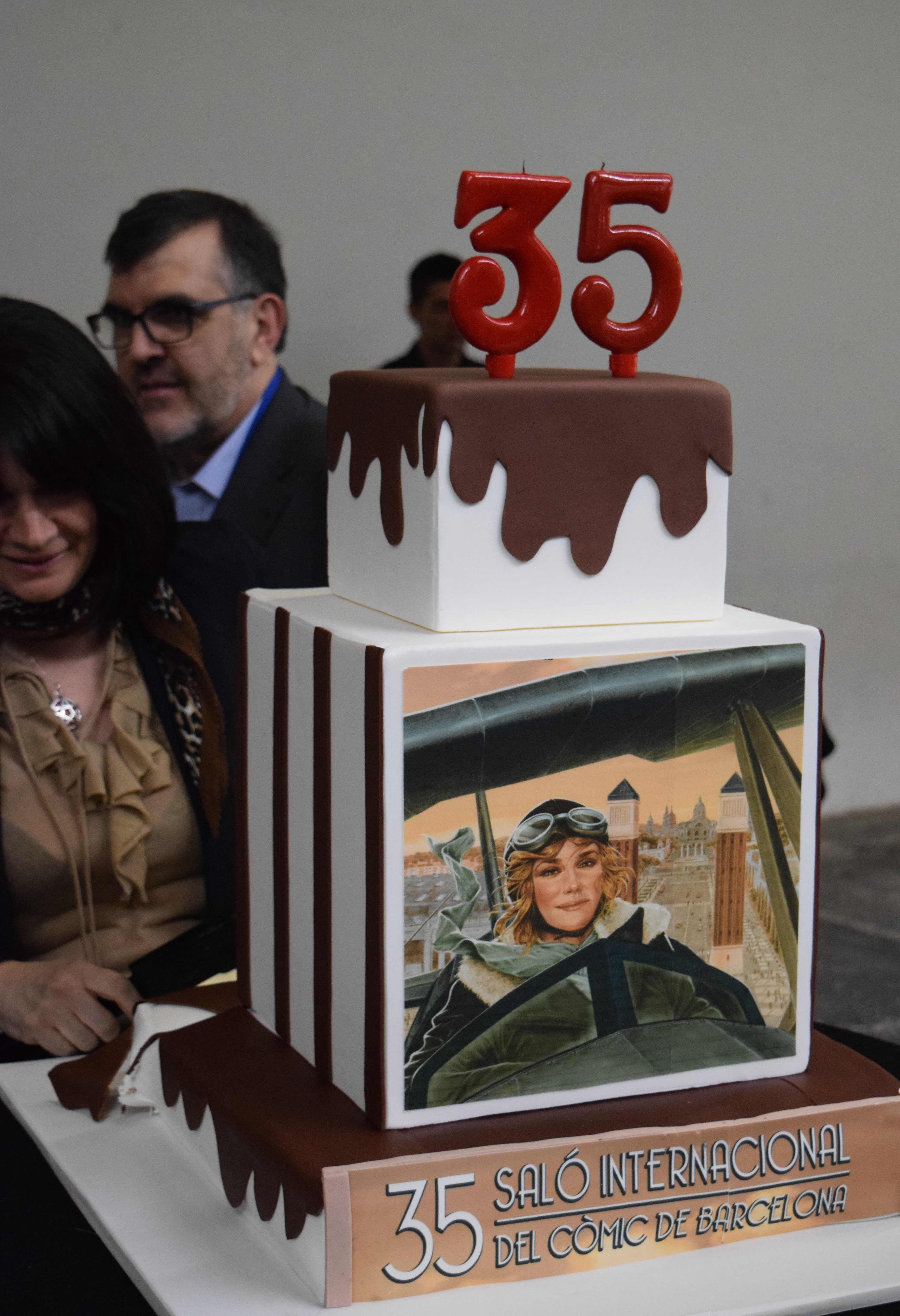
Gran pastís d'aniversari per celebrar el 35è aniversari del Saló (Foto de 2017).

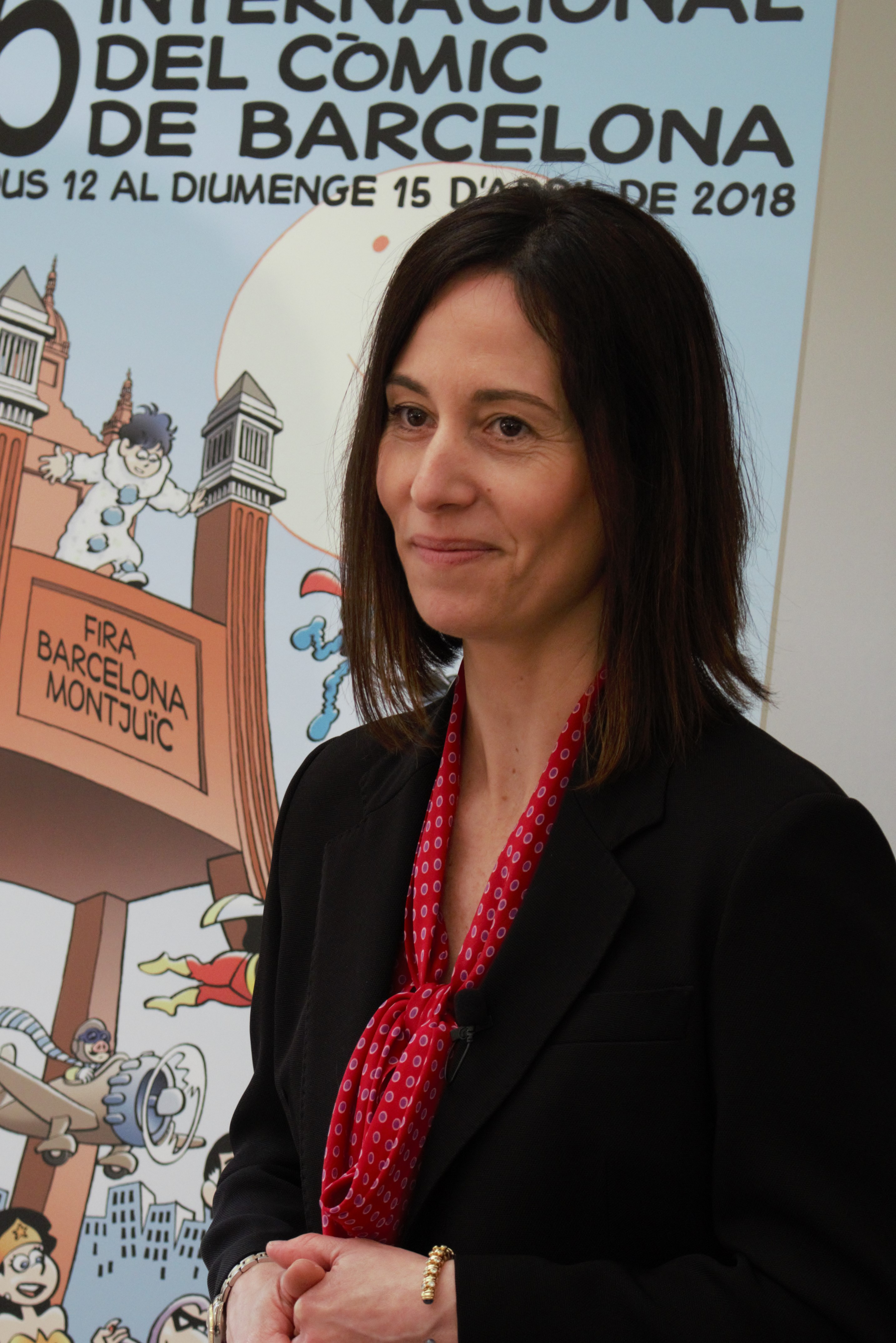
Meritxell Puig, actual directora del Saló (Foto de 2018).

### Dècada del 1980
El Saló Internacional del Còmic de Barcelona va néixer el 1981, sumant-se al clima d'efervescència que el còmic adult havia assolit a Europa els anys 1970. A Itàlia, el Festival del Còmic de Lucca se celebrava de manera intermitent des de 1966 i a França, el Festival del Còmic d'Angulema s'havia fundat el 1974.
A nivell estatal, el final dels anys 1970 va estar marcat per l'eclosió de revistes i còmics destinats al públic adult i de gènere underground. Noves editorials com Toutain (1973), El Jueves (1977), La Cúpula (1979) o Norma (1981) veien la llum i inundaven el mercat amb publicacions com El Víbora (La Cúpula, 1979), Cimoc (San Román i Norma, 1979), Comix Internacional (Toutain, 1980), 1984 (Toutain, 1978), Cairo (Norma, 1981), Creepy (Toutain, 1979) o Rambla (Distrinovel, 1982).
Va ser en aquest context d'auge del còmic que va sorgir el Saló del Còmic, que no per casualitat va tenir seu a Barcelona. La Ciutat Comtal allotjava 400 d'un total de 600 professionals amb els quals a l'època comptava el sector del còmic i la il·lustració a nivell estatal.
La primera edició s'anomenava encara Saló del Còmic i de la Il·lustració de Barcelona i no va ser fins al 1988, després d'una pausa de 2 anys sense celebrar-se, que el certamen barceloní del novè art va adquirir el nom definitiu de "Saló Internacional del Còmic de Barcelona", el qual ha prevalgut a llarg termini. La sisena edició, doncs, va posar fi a la inconstància en la denominació que havia presidit les 5 primeres edicions del festival. Els altres títols emprats havien sigut "Saló del Còmic i del Llibre il·lustrat" (1982) i "Saló del Còmic i la Il·lustració" (1983-1985), respectivament.
El procés constitutiu del Saló, que va cloure amb la primera edició de 1981, va durar aproximadament 2 anys. No obstant, les desavinences internes del comitè organitzador van desembocar en un cisme que gairebé va tenir com a conseqüència la celebració paral·lela de dos fires del còmic: el "1r Saló Internacional del Dibuixant de Còmic i Arts Gràfiques de Sitges" i el 1r Saló del Còmic i de la Il·lustració de Barcelona, ambós planificats pel maig, amb pocs dies de diferència entre la seva celebració. La duplicitat només es va poder evitar a última instància, quedant suprimit el Saló de Sitges a favor del Saló amb seu a Fira de Barcelona. L'acord entre els dos municipis va incloure el repartiment de les activitats i, sobretot, de les exposicions, la meitat de les quals van estar ubicades a Sitges.
El Saló es va plantejar com un esdeveniment multifacètic. Aspirava a ser una fira professional amb l'objectiu de fomentar la contractació comercial entre els editors mundials, potenciar la indústria de les arts gràfiques i afavorir l'exportació d'obres originals i impreses. També, volia ser un lloc de trobada pels professionals del sector i una plataforma de llançament i comercialització pels artistes novells. Alhora, el Saló volia ser una manifestació cultural, expressada mitjançant l'organització de conferències, taules rodones, exposicions i projeccions cinematogràfiques entorn del món del còmic.
Les 5 primeres edicions, sota la direcció de Jesús Blanco, es van celebrar a Fira de Barcelona. Inicialment, com a certamen independent i ja el 1985 com a activitat oficial incorporada en el marc de la Fira i gestionat directament per Fira de Barcelona. Fou precisament aquest darrer canvi que va generar una discòrdia entre els expositors i la Fira, propiciant la fi de la seva col·laboració. El darrer dia del certamen, els expositors van publicar un comunicat de greuges contra la Fira, a la qual responsabilitzaven, entre d'altres, de manca de publicitat, d'una manca de segurerat que va permetre la desaparició d'originals, i de manca d'un acte d'inauguració i clausura oficials. El desig unànime per part dels professionals del còmic, molt decebuts amb la Fira, era de buscar una nova ubicació pel Saló i s'especulava amb locals alternatius com el mercat del Born.
No obstant, va ser per motius pressupostaris que durant els dos següents anys, entre 1986 i 1987, el Saló no es va celebrar. Les negociacions amb la Generalitat de Catalunya i l'Ajuntament de Barcelona per tal d'assumir el finançament del Saló van permetre que la celebració del certamen barceloní del 9è art es pogués reeditar a partir de 1988, amb un pressupost de 30 milions de pts. dels 46 inicialment previstos.
El nou Saló post-firal, sota les regnes de Joan Navarro, que s'estrenava com a coordinador, va aportar aire fresc al Saló, que per fi es va dotar de le senyes d'identitat que l'han caracteritzat a llarg termini. D'una banda, el certamen de la vinyeta es va desprendre del terme "il·lustració" i, a partir de la sisena edició, va adoptar el nom definitiu de "Saló Internacional del Còmic de Barcelona", que ha prevalgut a llarg termini. D'altra banda, el nou Saló va perdre el seu comitè organitzador per passar a ser exclusivament organitzat per Ficomic, una institutició que venia de néixer. El Saló de Navarro va arraconar els efímers Premis Ciutat de Barcelona, que s'havien entregat des de 1984 a 1986, i va instaurar els guardons que es continuen entregant fins avui dia: el Gran Premi del Saló, el Premi a la Millor Obra i el Premi a l'Autor Revelació. Un any més tard, el 1989, s'hi afegirien també el Premi a la Millor Obra estrangera i el Premi al Millor fanzine.
El renascut Saló va abandonar Fira de Barcelona per passar-se a celebrar a les Drassanes, on hi va restar 3 anys, fins al 1990. Joan Navarro, per altra banda, va coordinar el Saló al llarg de 7 edicions, fins al 1994, la primera edició a l'Estació de França.

### Dècada del 1990
Els principis dels anys 1990 van estar marcats per la inestabilitat del Saló pel que fa a la seva ubicació. La 7a edició (1990) encara tingué lloc a les Drassanes de Barcelona, per mudar-se seguidament al mercat del Born, recinte que va acollir les tres edicions següents, de 1991 a 1993. No fou fins a l'arribada de la 12a edició, el 1994, que per fi el Saló es va desprendre del seu caràcter nòmada i va restar onze edicions seguides a l'Estació de França, fins al 2004.
A partir de 1991 el Saló va estrenar la figura de país invitat. El primer hoste fou el còmic britànic, exhibit a l'exposició "God save the còmics". Alemanya fou la invitada a la següent edició, el 1992, amb una exposició dedicada a 15 dels seus dibuixants més vanguardistes. La va seguir Japó el 1993, que fou el país invitat de la 11a edició. Les exposicions "Couleur directe" i "Le París de Tardí" van exhibir els autors més destacats del còmic francès, com Enki Bilal, Varenne, Moebius o Jacques Tardi, entre d'altres. No obstant, per motius pressupostaris, l'edició de 1995 va haver de posar fi a la figura de país invitat, la qual ja no es va tornar a recuperar.
Un dels grans protagonista del Saló de la dècada dels anys 1990 fou el manga, que progressivament havia anant assolint popularitat amb còmics com Akira o Gon i amb animes com Dr. Slump o Bola de Drac, emesa des de 1990 per TV3 i esdevinguda un fenomen social a Catalunya. La sèrie d'Akira Toriyama va ser la gran estrella del 10è Saló, celebrat el 1992. Gràcies a l'exposició sobre Bola de Drac, dedicada a analitzar el fenomen social originat a Catalunya, l'organització comptava fins i tot amb assolir un rècord històric d'assistència i arribar als 100.000 visitants. Malgrat la bona entrada, però, l'estació de França no va ser mai capaç de congregar a més de 92.000 persones i per superar la barrera dels 100.000 visitants el Saló s'hauria d'esperar encara 15 anys, quan fou reubicat de nou als pavellons de Fira de Barcelona a partir de l'edició de 2007.
L'imparable increment de l'interès pel manga va derivar en el naixement d'un pròpi certamen que es va independitzar del Saló del Còmic. Organitzat també per Ficomic, la primera edició del Saló del Manga de Barcelona va tenir lloc el 1995.
Joan Navarro va abandonar el Saló el 1994, després d'haver-lo estat coordinant al llarg de 7 edicions. El llegat de Navarro fou un Saló consolidat i convertit en un fenomen de masses, que en qüestió d'una dècada havia aconseguit passar dels 20.000 visitants de 1983 als 80.000 de l'edició de 1994. Algunes exposicions destacades de l'era Navarro foren la dedicada a The Spirit o a Bugs Bunny. D'una banda, la 8a edició va retre homenatge a l'antiheroi de Will Eisner, creat el 1940, i que celebrava el seu 50è aniversari. De l'altra, el 9è Saló no va passar per alt l'efemèride de Bugs Bunny, que el 1991 celebrava també 50 anys. L'exposició per celebrar l'aniversari s'anomenà "Bugs Bunny: 50 anys molt animats".
El 1995 Carles Santamaría va assumir la direcció del Saló, encara que de manera molt breu: només es va mantenir en el càrrec al llarg de dues edicions, fins al 1996. No obstant, Santamaría retornaria a la direcció 10 anys més tard, a partir de l'edició de 2006. La breu primera etapa de Santamaría destaca per haver acollit dues de les exposicions més entranyables de la dècada, aprofitant dues grans i esperades efemèrides: la commemoració del primer centenari del cinema, a l'edició de 1995, i la commemoració del naixement del còmic, a l'edició de 1996, per bé que aquesta darrera fou molt renyida. Pel que fa al cinema, l'exposició "Comicfilm" va mostrar la relació entre cinema i còmic, fent un repàs a populars personatges que han passat d'un medi a l'altre. Entre els protagonistes, hi figuraven Batman, Superman, Terminator, Astèrix, Lucky Luke, Tintin o Mortadel·lo i Filemó. Pel que fa fa al còmic, en plena polèmica sobre la data de naixement del 9è art, personificada amb la disputa entre Rodolphe Töpffer i Richard F. Outcault, el 14è Saló va aprofitar l'ocasió per organitzar l'exposició "100 tebeos per a un centenari". La mostra, al marge del debat, va exhibir 100 portades procedens de diversos països i indispensables per entendre la història del còmic.
A partir de l'edició de 1997, sota la nova coordinació encapçalada per Jordi Sánchez, el Saló va voler retornar als seus orígens, atorgant un toc més alternatiu al certamen. L'exposició "Qué Joven Te Veo, nous valors de la historieta espanyola", va estar enfocada al còmic marginal i als autors joves i autòctons, desconeguts pel gran públic.
La següent edició, de 1998, va estar marcada pel dol del món del còmic, que plorava per la mort de Josep Toutain el 1997. L'editor català havia sigut un gran impulsor del Saló i hi havia estat present des del seu naixement el 1981. El 16è Saló li va retre homenatge a través d'una exposició que va mostrar les seves diverses facetes, com a il·lustrador, com a editor i com a gran impulsor i referent del còmic nacional. Coincidències del destí, l'altra exposició del Saló fou dedicada a dibuixants autòctons que triumfaven al mercat nord-americà il·lustrant còmics de superherois. Fou gràcies a Josep Toutain que aquesta gesta havia assolit un apogeu els anys 1970, per la seva frenètica activitat com a promotor de dibuixants i exportador de còmics als Estats Units. També en homenatge a Toutain, el Premi a l'Autor Revelació va passar a denominar-se Premi Josep Toutain.
El 1998 és també recordat per la gran expectació que va causar l'arribada a Barcelona de Stan Lee, el mític creador de superherois com Spiderman, Hulk, Thor o Iron Man, que feia acte de presència al Saló per primer i últim cop.
En el 17è Saló, el 1999, la periodista Pilar Gutiérrez es va estrenar com a coordinadora, en una edició que va destacar per l'homenatge a Víctor Mora, guanyador del Gran Premi de 1998; i l'exposició amb originals de Peter Bagge, guanyador del Premi a la Millor obra estrangera també en l'anterior edició. Pilar Gutiérrez, va posar així fi a una dècada en la qual el Saló va veure passar a un total de 6 coordinadors diferents: Joan Navarro (1990-1994), Marta Sierra i Antoni Guiral (amdós el 1994), Carles Santamaría (1995-1996), Jordi Sánchez (1997-1998) i la pròpia Pilar Gutiérrez, que encara restaria al capdavant del Saló fins al 2005.

### Dècada del 2000
L'any 2000 el Saló va complir 18 anys d'existència i, aprofitant la consecució d'aquesta "majoria d'edat", diversos professionals del sector van fer balanç de la trajectòria del certamen barceloní. En general, malgrat l'èxit de públic, les crítiques es van centrar en la manca de projecció internacional del Saló, el seu dèficit en l'oferta cultural i la seva incapacitat per erigir-se com a centre internacional de contractació i negocis. El Saló no havia aconseguit fer ombra a Angulema ni en l'aspecte cultural ni en l'internacional i Joan Navarro, director entre 1988 i 1994, lamentava que el Saló s'hagués allunyat dels seus objectius inicials i reclamava un major protagonisme als autors així com una oferta cultural més àmplia. També el divulgador de còmic Antoni Guiral coincidia amb aquestes crítiques i el periodista Jaume Vidal mencionava addicionalment el fracàs del Saló com a dinamitzador del sector industrial. Per altra banda, el periodista Ignasi Vidal-Folch fins i tot relegava el Saló a la mera categoria d'un simple mercat local i n'exigia un canvi de rumb. Pilar Gutiérrez, directora del Saló, es defensava d'aquestes crítiques declarant que «es critica molt aquest desequilibri entre comerç i cultura, però la veritat és que l'àrea comercial és la zona amb més èxit».
En general, l'era de Pilar Gutiérrez, que va durar set anys (1999-2005), es va caracteritzar per un Saló amb escasses exposicions i pocs invitats internacionals. Només les edicions de 2002 i 2003 van destacar per les visites d'Art Spiegelman i Will Eisner, respectivament. Eisner, amb ja 86 anys, fou el darrer cop que va venir a Barcelona, abans de la seva defunció el 2005.
Sota la direcció de Gutiérrez, el certamen del 9è art fou modest i el 20è aniversari (2002) ni tan sols es va celebrar. Malgrat tot, el Saló anava guanyant espai amb cada nova edició, establint rècords de superfície any rere any. El 2005, en la darrera edició de Gutiérrez com a directora i amb l'estrena d'ubicació a Fira de Barcelona, el Saló va assolir una superfície rècord de 13.000 m², doblant el nombre de metres quadrats del Saló en el qual Gutiérrez havia assumit la direcció, el 1999. Pel que fa al públic, foren uns anys en els quals la xifra de visitants va romandre estable, amb un repunt de més de 92.000 visitants el 2004.
Pel que fa als premis del Saló, fou també sota la direcció de Pilar Gutiérrez que el 2000 va tenir lloc un destacat canvi en el sistema de votacions. Addicionalment, es van introduir els premis del públic, les disciplines dels quals tornarien a ser modificades el 2003.
A partir de 2006 fou Carles Santamaría qui de nou va prendre les regnes del Saló, després de la seva breu experiència amb la direcció entre 1995 i 1996. Els grans canvis introduïts per Santamaría van donar un impuls definitiu al Saló, que el van portar a trencar tota barrera coneguda de superfície i assistència, les quals no pararien de créixer amb cada nova edició i semblaven no tocar límits. La recepta de Santamaría fou un Saló amb més expositors, amb una oferta més gran de conferències i taules rodones, amb moltes més exposicions i la introducció de grans eixos temàtics. Sobretot, però, l'estratègia de Santamaría es va basar en anar integrant progressivament el gran sector audiovisual al Saló, que va anar adquirint així un caràcter més comercial.
El 2006 fou una edició de canvis en tots els sentits. El Saló va introduir el primer gran eix temàtic, basat en la Guerra Civil espanyola amb motiu del seu 70è aniversari. El nombre d'expositors d'aquesta edició gairebé es va duplicar respecte a l'anterior i també van augmentar notablement el nombre de debats i taules rodones. Així mateix, Santamaría va introduir la figura de la comunitat autònoma invitada, la primera de les quals fou Madrid, que va comptar amb exposició pròpia. Tampoc els premis van quedar al marge dels canvis, i Santamaría va ampliar el palmarès amb el premi al millor dibuix. Finalment, aprofitant l'estrena de la pel·lícula V for Vendetta, Santamaría va invitar al dibuixant David Lloyd i va organitzar una gran exposició sobre el còmic en el qual es basava la pel·lícula. El resultat fou un increment de públic d'un 8% respecte a l'any anterior, arribant als 95.000 visitants.
El 2007 el Saló va celebrar el seu 25è aniversari i la gran atracció fou la presentació en primícia mundial del darrer àlbum d'Astèrix, Astèrix i els seus amics, que es publicaria seguidament a França. L'any següent, en canvi, el cinema, la televisió i els videojocs assumirien ja tot el protagonisme, amb el tècnic d'efectes visuals cinematogràfics Ray Harryhausen com a invitat estrella. No obstant, tampoc faltarien al Saló grans noms internacionals com Moebius, Peter Bagge o Milo Manara.
L'edició de 2009 va tancar la dècada amb la gran estrena en primícia mundial del primer comic book de Batman a Barcelona: Batman: Barcelona, el cavaller i el drac. El Saló comptà amb la presència de Jim Lee i dels autors Mark Waid i Diego Olmos, així com amb una gran exposició amb el mateix títol.

### Dècada del 2010
La dècada del 2010 va estar marcada per la consolidació del model de Saló implementat per Santamaría a partir de 2006, basat amb un fort protagonisme de la indústria de l'oci audiovisual, del mershandising i de les activitats lúdiques. El cinema va tenir una habitual presència al Saló, a més dels grans espais reservats als videojocs, l'anime i el cosplay.
El 2012 el Saló va celebrar el seu 30è aniversari.
L'edició de 2017 va tenir 118.000 visitants i ocupà un espai de 50.000 metres quadrats, un 10 per cent més que el 2016, assolint així un nou rècord d'espai. L'exposició més destacada fou dedicada a l'aviació i comptà amb diversos exemplars d'avions reals, pertanyents a diferents èpoques, apareguts sovint en còmics de temàtica aeronàutica. L'exposició va fer de vincle entre destacats còmics d'aventures com Tanguy et Laverdure de Charlier i Uderzo, el clàssic Hazañas Bélicas de Boixcar o les batalles aèries del còmic Le Pilote à l'Edelweiss de Yann i Romain Hugault. Una altra gran exposició fou la dedicada a la revista TBO, que el 2017 celebrà el seu centenari. La mostra va incloure un apartat especial dedicat a l'obra de Josep Maria Blanco, guanyador del Gran Premi del Saló de 2016 i autor cabdal del TBO. També, altres destacades exposicions foren la dedicada a Will Eisner, amb motiu del centenari del seu naixement, i la dedicada a l'obra de Milton Caniff.
Els darrers anys de Santamaría a la direcció van comptar amb les exposicions més magnànimes i espectaculars del Saló, amb vehicles militars i diorames amb trinxeres i soldats el 2014, amb una col·lecció de cotxes el 2016 i amb una mostra d'avions el 2017.
Sorprenentment, a l'octubre Santamaría es va veure obligat a deixar la direcció del Saló per motius de salut. El relleu fou pres precipitadament per Meritxell Puig, que es va estrenar com a directora el 2018, en una edició que fou d'impàs. No fou fins al 2019 que Puig va poder implementar el canvi de rumb que desitjava i ho va fer aportant grans canvis. Puig va voler recuperar al Saló a tots els implicats de la professió, fomentant la participació d'editorials petites, alternatives i independents, habilitant per això un nou espai anomenat Alter Còmic. Va introduir també un nou premi al palmarès, dedicat a la millor obra infantil o juvenil. Va crear també la zona Comic Kids, un espai lúdic i amb activitats pedagògiques per al públic més petit, i va reforçar el suport als autors novells amb la creació de Còmic Pro, un espai de trobada amb editors i amb jornades professionals. Tots aquests canvis Puig els va voler visualitzar amb un canvi de nom del Saló, que es va passar a anomenar simplement "Còmic Barcelona", amb la creació d'un nou logotip i encarregant el cartell a Ana Galvañ, tot una declaració d'intencions pel fet de ser dona en un entorn molt masculí (en 37 edicions fou la segona dona encarregada a dissenyar un cartell del Saló després d'haver-ho fet Ana Miralles el 2010), i per publicar en editorials petites com Apa Apa, habitualment amb presència a esdeveniments més alternatius com Graf i no pas a grans certàmens comercials com el Saló.

### Dècada del 2020
El 2020 Ficomic es va veure obligat a anul·lar a última hora el 38 Còmic Barcelona degut a l'epidèmia per coronavirus, malgrat que ja havia tingut lloc l'acte de presentació del programa i del cartell. Havia de ser una edició dedicada al 50è aniversari de Mafalda i al còmic ¡Universo! d'Albert Monteys, que havia guanyat el darrer premi a la millor obra. També incorporava seccions noves com "Còmic vision", dedicada a pel·lícules i sèries sorgides a partir de còmics, i "Còmic fantasy", un espai dedicat als jocs de rol, de tauler i de cartes. A l'equip organitzador s'hi havia incorporat Borja Crespo i Cels Piñol, a més d'habituals com Toni Guiral o Oriol Estrada. Com a alternativa al certamen, Ficomic va oferir tota una programació en línia entre abril i juny anomenada “Comic on demand”, la qual també pretenia ajudar a pal·liar el confinament decretat per Pedro Sánchez. El progama va estar format per desenes de taules rodones, classes magistrals i homenatges a autors.

## El cartell del Saló
El primer cartell del Saló fou il·lustrat per Miguel Gallardo (1981) i en les edicions següents fou encarregat a autors nacionals consagrats i reconeguts, com Ricard Opisso, Max o Miguelanxo Prado. Cada any un autor diferent s'ocupa d'il·lustrar el cartell promocional del Saló i a partir de finals dels anys 1980 es va imposar la regla no escrita que la il·lustració del cartell s'encarrega a l'autor que en l'edició anterior ha obtingut el premi a la millor obra. Ha estat així en moltes ocasions. No obstant, Ficomic ha trencat en nombroses ocasions aquesta norma, encarregant el cartell a altres autors. En tot cas, però, els autors han mantingut sempre un vincle amb el Saló, havent sigut candidats o guanyadors d'algún premi en el passat, per exemple quan el 2006 el cartell fou encarregat a Javi Rodríguez, nominat a l'autor revelació (1999) i a la millor obra (2003). En ocasions especials, com la celebració del 25è Saló, el cartell es va encarregar a Miguel Gallardo, un autor estretament vinculat al Saló i a la seva organització des de la primera edició el 1981. El 2016, el cartell es va encarregar a Francisco Ibáñez, que fou homenatjat amb motiu del seu 80è aniversari.
Els autors en haver il·lustrat més cartells del Saló són Miguel Gallardo (1981, 1993 i 2007), Max (1985, 1989 i 1997), Daniel Torres (1988 i 1994), Miguelanxo Prado (1990 i 1995) i Jan (2003 i 2018).
|      |                           | 1990 | Miguelanxo Prado (Millor obra, 1989)            | 2000 | Kim (Gran Premi, 1995)                          | 2010 | Ana Miralles (Gran Premi, 2009)                     | 2020* | Belén Ortega      |
| 1981 | Miguel Gallardo           | 1991 | Martí (Millor obra, 1990)                       | 2001 | Albert Monteys (Autor revelació, 1997)          | 2011 | Rubén Pellejero (nominat: Millor obra, 1996 i 2001) | 2021  | Raquel Riba Rossy |
| 1982 | Ricard Opisso             | 1992 | Pere Joan (Millor obra, 1991)                   | 2002 | Jaime Martín (Autor revelació, 1990)            | 2012 | Paco Roca (Millor obra, 2011)                       | 2022  | Carla Berrocal    |
| 1983 | Bosch Penalva i A. García | 1993 | Miguel Gallardo (Millor obra, 1992)             | 2003 | Jan (Gran Premi, 2002)                          | 2013 | Alfonso Zapico (nominat: Millor obra, 2012)         | 2023  | Teresa Valero     |
| 1984 | Leopoldo Sánchez          | 1994 | Daniel Torres (Millor obra, 1993)               | 2004 | Víctor Santos (Autor revelació, 2003)           | 2014 | Carlos Pacheco                                      | 2024  | Emma Ríos         |
| 1985 | Max                       | 1995 | Miguelanxo Prado (Millor obra, 1994)            | 2005 | Manel Fontdevila (Millor obra, 2004)            | 2015 | Jordi Lafebre (nominat: Millor obra, 2015)          | 2025  | Pepe Larraz       |
| 1986 | Saló no celebrat          | 1996 | Fernando de Felipe (Millor obra, 1995)          | 2006 | Javi Rodríguez (nominat: Autor revelació, 1999) | 2016 | Francisco Ibáñéz (80è aniversari de l'autor)        | 2026  |                   |
| 1987 | Saló no celebrat          | 1997 | Max (Millor obra, 1996)                         | 2007 | Miguel Gallardo (25è aniversari del Saló)       | 2017 | Jaime Calderón                                      | 2027  |                   |
| 1988 | Daniel Torres             | 1998 | Felipe Cava i F. del Barrio (Millor obra, 1997) | 2008 | Pasqual Ferry (Gran Premi, 2008)                | 2018 | Jan (45è aniversari de Super Llopis)                | 2028  |                   |
| 1989 | Max (Millor obra, 1989)   | 1999 | Miguel Calatayud (Millor obra, 1998)            | 2009 | David Rubín (Autor revelació, 2007)             | 2019 | Ana Galvañ                                          | 2029  |                   |

* Saló cancel·lat degut a la pandèmia per coronavirus

## Premis

### Premis votats per professionals
Els premis del Saló s'atorguen a les obres més destacades, en les diferents categories, amb la condició que hagin estat editades a Espanya en el curs de l'any anterior al de la realització del Saló. L'única excepció és el Gran Premi del Saló, que es pot concedir a qualsevol artista destacat del món del còmic. Els premis tenen per objectiu promocionar els autors de còmic nacionals i donar suport als seus editors, així com pretenen posar de manifest la diversitat i riquesa del panorama nacional pel que fa a la producció i publicació de còmics i fanzines.
El jurat encarregat d'elegir les obres nominades i premiades a cada edició del Saló està format per un grup de professionals del novè art que inclou a autors, editors, distribuïdors, llibrers, fanzines, crítics i periodistes especialitzats. Aquest jurat elegeix les nominacions i els guanyadors de les següents categories: Gran Premi del Saló, el premi a la millor obra, millor obra estrangera, l'autor revelació i millor fanzine.

#### Premis vigents
- Gran Premi del Saló (des de 1988). És un premi amb dotació econòmica que es concedeix anualment a un autor de còmics destacat i pretén ser un homenatge i reconeixement a la seva trajectòria professional i conjunt de la seva obra. Aquest premi, tal com estableixen les normes del jurat, només es pot guanyar un cop i l'autor cal que sigui espanyol i estigui viu.
- Premi a la millor obra (des de 1988). És un premi anual amb dotació econòmica concedit a la millor obra d'autor espanyol publicada l'any anterior a la celebració del Saló. El 2013 el premi estava dotat amb un import de 10.000 euros.
- Premi a l'autor revelació (des de 1988). És un premi anual reservat a una jove promesa del novè art. Per poder optar a aquest guardó, els autors cal que hagin vist publicada la seva primera o segona obra l'any precedent. El premi compta amb una remuneració econòmica, inferior a premis majors com el Gran Premi del Saló o el Premi a la millor obra. A partir del 1988 el premi es va passar a denominar "premi Josep Toutain a l'autor revelació", en homenatge a l'editor català Josep Toutain, que havia mort el 1987. A partir del 2012, el premi va estar diversos anys patrocinat per la fundació Divina Pastora. El 2022 el premi fou rebatejat amb el nom "premi Miguel Gallardo a l'autor revelació" en homenatge ara a l'autor Miguel Gallardo, mort uns mesos abans de la de celebrar-se la 40 edició del festival (2022).
- Premi a la millor obra estrangera (des de 1989). És un premi anual destinat recompensar la millor obra d'autor estranger publicada a Espanya l'any precedent. Aquest guardó no compta amb cap dotació econòmica.
- Premi al millor fanzine (des de 1989). És un premi anual amb dotació econòmica concedit al millor fanzine publicat a Espanya l'any anterior del festival. Els guanyadors del premi no poder tornar a competir en aquesta categoria durant un període de 5 anys.
- Premi a la millor obra infantil/juvenil (des de 2019). És un premi anual amb dotació econòmica concedit a una obra dirigida a lectors d'entre 3 i 16 anys. Amb aquest guardó es pretén reconèixer els esforços per a la producció de còmics destinats als lectors més joves i petits. El guardó fou afegit al palmarès en un marc de canvis generals introduïts per la nova directora del Saló, Meritxell Puig.

#### Premis desapareguts
- Premis Ciutat de Barcelona de Còmic (1984-1986). Foren els primers premis que va concedir el Saló Internacional del Còmic de Barcelona, prèviament a la fundació de Ficomic.
- Premi al millor guió (1995-2011). Fou un premi anual concedit al millor guió de còmic de publicació estatal. Va començar a concedir-se el 1995 i la darrera entrega va tenir lloc a la 29a edició del festival, l'any 2011, amb Paco Roca com a guanyador.
- Premi a la millor revista de/sobre còmics (2003-2011). Fou un premi que es va atorgar per primer cop el 2003 i només es va entregar en nou edicions del Saló abans de desaparèixer el 2012.
- Premi al millor dibuix (2006-2011). Fou un guardó anual destinat a premiar els millors gràfics i dibuixos d'un còmic de producció estatal. Es va atorgar del 2006 al 2011.
- Premi a la divulgació (2007-2011). Fou un guardó efímer que només va existir durant cinc anys abans de desaparèixer el 2011. Els guanyadors foren Toni Guiral (2007), Manuel Darias (2008), Álvaro Pons (2009), Entrecomics (2010) i Santiago García (2011).
- Premi a la llibreria especialitzada (2009-2011). Fou un premi que només es va atorgar del 2009 al 2011. Els tres privilegiats guanyadors que reberen el guardó foren la llibreria barcelonina Continuarà (2009), l'Espacio Sins Entido (2010) i Madrid Comics (2011).
- Premi a la millor pel·lícula basada en un còmic (2011). Aquest premi fou el més efímer de tots i es va concedir només una vegada, el 2011. La pel·lícula guanyadora va ser María y yo de Félix Fernández de Castro que es va imposar a les nominades Kick ass de Matthew Vaughn, El gran Vázquez d'Óscar Aibar i Scott Pilgrim contra el... d'Edgar Wright.

### Premis del públic
- Premis del Públic (des de 2000).

A partir de l'any 2000 el Saló va incorporar també un repertori de premis del públic, els quals són elegits per votació popular i tothom té dret a votar mitjançant la pàgina web de Ficomic. Les categories dels premis populars han sigut irregulars al llarg de la història del certamen i han anat canviant. Aquestes categories han inclòs un premi a la millor obra (2003-fins al present), un premi al millor guió (2003-2011), un premi al millor dibuix (2007-2011), un premi a l'autor revelació (2003-2011), un premi a la millor obra estrangera (2003-2011), un premi a la millor revista de/o sobre còmic (2003-2011), un premi al millor fanzine (2003-2011) i un premi a la divulgació del còmic (2007-2011). Després de la gran supressió dels premis populars el 2011, actualment l'únic premi que segueix vigent és el premi a la millor obra, pel qual el públic pot votar tant per una obra estatal com estrangera.

## El Saló en dades
| Edició | Any     | Ubicació                                                                                              | Convidats internacionals | Superfície                                                                                            | Visitants                                                                                             | Pressupost                                                                                            | Director                                | Referències                        |
| ------ | ------- | --- | --- | --- | --- | --- | --------------------------------------- | ---------------------------------- |
| 1      | 1981    | Fira de Barcelona                                                                                     | Will Eisner, Richard Corben, Moebius, Gilbert Shelton, Joost Swarte, Alex Toth, Neal Adams, Hugo Pratt | 7.000 m²                                                                                              | 12.000                                                                                                | - | Jesús Blasco Carlos de Tejada           | [ 48 ] [ 49 ] [ 2 ]                |
| 2      | 1982    | Fira de Barcelona                                                                                     | Hugo Pratt, Milo Manara, Jean-Pierre Dionnet, Georges Pichard, Philippe Druillet, Enki Bilal, Will Eisner, Bruce Jones, Joe Kubert, Paul Gillon, Annie Goetzinger | 4.000 m²                                                                                              | - | - | Jesús Blasco Carlos de Tejada           | [ 50 ] [ 51 ]                      |
| 3      | 1983    | Fira de Barcelona                                                                                     | Hugo Pratt, Maurice Horm, Tanino Liberatore, Dennis Grifford, Dick Matena, François Schuiten | 5.100 m²                                                                                              | - | - | Jesús Blasco                            | [ 52 ] [ 53 ]                      |
| 4      | 1984    | Fira de Barcelona                                                                                     | Ivo Milazzo, Giancarlo Berardi, Enki Bilal, Art Spiegelman, Tanino Liberatore, Alejandro Jodorowsky, Frank Margerin, Alberto Breccia, Neal Adams, Jean-Pierre Dionnet, Claude Moliterni, Rinaldo Traini, Frank Thorne | 5.750 m²                                                                                              | 25.000                                                                                                | - | Jesús Blasco                            | [ 54 ] [ 55 ]                      |
| 5      | 1985    | Fira de Barcelona                                                                                     | Alberto Breccia, Will Eisner, Jacques Tardi, Milo Manara, Chris Claremont, Henri Filippini | - | 20.000                                                                                                | - | Jesús Blasco                            | [ 56 ]                             |
| -      | 1986-87 | El Saló del Còmic no es va celebrar                                                                   | El Saló del Còmic no es va celebrar | El Saló del Còmic no es va celebrar                                                                   | El Saló del Còmic no es va celebrar                                                                   | El Saló del Còmic no es va celebrar                                                                   | El Saló del Còmic no es va celebrar     |                                    |
| 6      | 1988    | Drassanes de Barcelona                                                                                | Hugo Pratt, Martin Veyron, John Romita, Vittorio Giardino, Milo Manara, Tanino Liberatore, Gerard Lauzier, Magnus | 4.000 m²                                                                                              | - | 30 milions de pts.                                                                                    | Joan Navarro                            | [ 57 ] [ 58 ]                      |
| 7      | 1989    | Drassanes de Barcelona                                                                                | Burne Hogarth, Lorenzo Mattotti, Alex Varenne, Claude Moliterni, Annie Goetzinger, Milo Manara, Tanino Liberatore, Hugo Pratt | - | - | >30 milions de pts.                                                                                   | Joan Navarro                            | [ 59 ] [ 60 ] [ 61 ]               |
| 8      | 1990    | Drassanes de Barcelona                                                                                | Albert Uderzo, Morris, Bob de Moor, Will Eisner, Lee Falk, Pierre Christin, Howard Chaykin, Gilbert Shelton, François Bourgeon, Gerard Lauzier, Martin Veyron, Lorenzo Mattotti, Milo Manara, Hugo Pratt, Vuillemin, Silvio Cadelo, Margerin, André Juillard, Hermann, Joe Kubert | - | >50.000                                                                                               | 44 milions de pts.                                                                                    | Joan Navarro                            | [ 62 ] [ 19 ] [ 63 ]               |
| 9      | 1991    | Mercat del Born                                                                                       | Quino, Hugo Pratt, Art Spiegelman, Hunt Emerson, Kevin O'Neill, Bryan Talbot, Alan Grant, John Wagner, Grant Morrison, Benoît Peeters, François Schuiten, Enki Bilal, Oscar Zárate, Carlos Ezquerra, Mike McMahon | 8.000 m²                                                                                              | 50.000-70.000                                                                                         | 46 milions de pts.                                                                                    | Joan Navarro                            | [ 64 ] [ 13 ] [ 65 ]               |
| 10     | 1992    | Mercat del Born                                                                                       | Hugo Pratt, Joe Kubert, Karl Manfred Fischer, Tom Fescht, Werner Geismar, Alejandro Jodorowsky, Moebius, Neal Adams, Milo Manara | - | - | 62 milions de pts.                                                                                    | Joan Navarro                            | [ 66 ]                             |
| 11     | 1993    | Mercat del Born                                                                                       | Katsuhiro Otomo, Jiro Taniguchi, Suehiro Maruo, Ryōichi Ikegami, Masashi Tanaka, Koji Inada, Riku Sanjo, Buichi Terasawa, Jerry Robinson, Gérard Lauzier, Alan Davis, Hugo Pratt, Ralf König (visita cancel·lada), Doug Breathweight, Gilbert Shelton, Annie Goetzinger, Job, Martz Schmidt | - | 80.000                                                                                                | 60 milions de pts.                                                                                    | Joan Navarro                            | [ 16 ] [ 67 ] [ 68 ] [ 69 ]        |
| 12     | 1994    | Estació de França                                                                                     | Sergio Aragonés, Loustal, Enki Bilal, Édika, Jacques Tardi, Janry, Tome, Yslaire, Varenne | 8.000 m²                                                                                              | 80.000                                                                                                | 72 milions de pts.                                                                                    | Marta Sierra Antoni Guiral Joan Navarro | [ 70 ] [ 11 ]                      |
| 13     | 1995    | Estació de França                                                                                     | Sergio Aragonés, Alan Davis, William Vance, Philippe Leguy, Fred, Moebius | 6.500 m²                                                                                              | 85.000                                                                                                | 65 milions de pts.                                                                                    | Carles Santamaría                       | [ 71 ] [ 72 ] [ 73 ] [ 74 ]        |
| 14     | 1996    | Estació de França                                                                                     | Milo Manara, Ralf König, Gilbert Shelton, Sergio Aragonés | 6.500 m²                                                                                              | 90.000                                                                                                | 60-65 milions de pts.                                                                                 | Carles Santamaría                       | [ 75 ] [ 76 ] [ 77 ] [ 73 ] [ 74 ] |
| 15     | 1997    | Estació de França                                                                                     | Jim Lee, Ryan Benjamin, Peter Bagge, Neil Gaiman, Julie Doucet | - | 85.000                                                                                                | 60 milions de pts.                                                                                    | Jordi Sánchez Navarro                   | [ 78 ] [ 79 ]                      |
| 16     | 1998    | Estació de França                                                                                     | Stan Lee, Beto Hernández | - | - | 50 milions de pts.                                                                                    | Jordi Sánchez Navarro                   | [ 80 ]                             |
| 17     | 1999    | Estació de França                                                                                     | Sergio Aragonés, Ralf König, Charles Burns, David Mazzucchelli, Gilbert Shelton, Milo Manara, Kevin Taylor | 6.500 m²                                                                                              | - | 50 milions de pts.                                                                                    | Pilar Gutiérrez                         | [ 81 ]                             |
| 18     | 2000    | Estació de França                                                                                     | Jeff Smith, Grzegorz Rosinski, Jean Van Hamme, Kevin Taylor, Gilbert Shelton, Pascal Rabaté | 7.000 m²                                                                                              | 80.000                                                                                                | 50 milions de pts.                                                                                    | Pilar Gutiérrez                         | [ 82 ]                             |
| 19     | 2001    | Estació de França                                                                                     | Peter Bagge, Tanino Liberatore, Vittorio Giardino, Dave Gibbons, Chris Claremont, Gilbert Shelton | 7.000 m²                                                                                              | 80.000                                                                                                | - | Pilar Gutiérrez                         | [ 82 ]                             |
| 20     | 2002    | Estació de França                                                                                     | Art Spiegelman, David B., Eduardo Risso, Grzegorz Rosinski, Hermann, Kevin O'Neill | - | 87.000                                                                                                | 336.560 EUR                                                                                           | Pilar Gutiérrez                         | [ 83 ] [ 84 ]                      |
| 21     | 2003    | Estació de França                                                                                     | Will Eisner, Alejandro Jodorowsky, Sal Buscema, Mark Bagley, John Cassaday, Mezzo | 7.200 m²                                                                                              | 92.000                                                                                                | - | Pilar Gutiérrez                         | [ 85 ] [ 86 ] [ 87 ] [ 88 ]        |
| 22     | 2004    | Estació de França                                                                                     | Charles Burns, Craig Thompson, Ralf König, José Muñoz, Carlos Sampayo, Joe Sacco, Suehiro Maruo, Nicolas de Crécy, Ivan Miotrevski, Tomas Prokupek, Mike Allred, Paul Pope, Peter Milligan, Simon Bisley, Kevin Eatsman | 8.200 m²                                                                                              | >92.000                                                                                               | 560.000 EUR                                                                                           | Pilar Gutiérrez                         | [ 88 ] [ 37 ]                      |
| 23     | 2005    | Fira de Barcelona                                                                                     | Ralf König, Gilbert Shelton, Manu Larcenet, Jason Lutes, Thomas Ott, Bernie Wrightson, Achdé, André Juillard, Ed Brubaker, Jim Starlin | 13.000 m²                                                                                             | 90.000                                                                                                | | Pilar Gutiérrez                         | [ 89 ] [ 90 ]                      |
| 24     | 2006    | Fira de Barcelona                                                                                     | David Lloyd, Kyle Baker, Guy Delisle, Brian Azzarello, Dave Gibbons, Jean-Claude Mézières, René Pétillon, Mike McKone, Jill Thompson, Phoebe Gloekner, Bill Sienkiewicz, Teddy Kristiansen, Vittorio Giardino | 15.000 m²                                                                                             | >95.000                                                                                               | 650.000 EUR                                                                                           | Carles Santamaría                       | [ 39 ] [ 91 ]                      |
| 25     | 2007    | Fira de Barcelona                                                                                     | Enki Bilal, Joe Sacco, Steve McNiven, Howard Chaykin, Christophe Blain, Gipi, Enrique Breccia, Jimmy Palmiotti, Gilbert Shelton, Michael Farr, Vuillemin, Richard Malka, Lorenzo Mattotti | 16.000 m²                                                                                             | 100.000                                                                                               | | Carles Santamaría                       | [ 92 ] [ 93 ]                      |
| 26     | 2008    | Fira de Barcelona                                                                                     | Quino, Peter Bagge, Moebius, Milo Manara, Yslaire, Ray Harryhausen, Vittorio Giardino | 16.000 m²                                                                                             | 100.000                                                                                               | | Carles Santamaría                       | [ 94 ]                             |
| 27     | 2009    | Fira de Barcelona                                                                                     | Claudio Stassi, François Bourgeon, Giovanni Di Gregorio, Gipi, Jeffrey Brown, Jim Lee, Jim Starlin, Mike Mignola, Terry Dodson, Todd Nauck | | 100.000                                                                                               | | Carles Santamaría                       |                                    |
| 28     | 2010    | Fira de Barcelona                                                                                     | Moebius, Gilbert Shelton, Bastien Vivès, Jeff Smith, Lewis Trondheim, Jacques Tardi, Jock, Andy Diggle, Charles Berberian, Gail Simone, Gene Ha, Gillaume Trouillard, Ivan Reis, Jean Pierre Verney, Tanino Liberatore, Merwan Chabane | | 100.000                                                                                               | 700.000 EUR                                                                                           | Carles Santamaría                       | [ 95 ] [ 96 ]                      |
| 29     | 2011    | Fira de Barcelona                                                                                     | Garth Ennis, Brian Azzarello, Dave Johnson, Glenn Fabry, Brent Anderson, Kurt Busiek, Charlie Adlard, Arthur de Pins, Brecht Evens, Eddie Campbell, Edmond Baudoin, Émile Bravo, Pierre Alary, Reinhard Kleist, Yves Swolfs, Annie Goetzinger, Igort, Liniers | 19.000 m²                                                                                             | 100.000                                                                                               | 650.000 EUR                                                                                           | Carles Santamaría                       | [ 97 ] [ 98 ]                      |
| 30     | 2012    | Fira de Barcelona                                                                                     | David Lloyd, Rags Morales, Go Nagai, Greg Capullo, Guy Delisle, Enrique Breccia, Grzegorz Rosinski, R. M. Guéra, Joost Swarte | | | | Carles Santamaría                       |                                    |
| 31     | 2013    | Fira de Barcelona                                                                                     | Guy Delisle, Liniers, Lorena Canottiere, Manu Larcenet, Adam Hughes, Daniel Ketchum, R. M. Guéra, Yanick Paquette, Peter Milligan, Michel Blanc-Dumont, Kevin Eastman, Ciro Nieli, Florent Chavouet, Ariel Olivetti | | 106.000                                                                                               | 700.000 EUR                                                                                           | Carles Santamaría                       | [ 99 ] [ 100 ]                     |
| 32     | 2014    | Fira de Barcelona                                                                                     | Joe Sacco, Brian Azzarello, Ramon K. Pérez, Pia Guerra, Mike Carey, Ralph Meyer, Pasquale del Vecchio, Eduardo Risso | 32.000 m²                                                                                             | 106.000                                                                                               | 672.200 EUR                                                                                           | Carles Santamaría                       | [ 101 ] [ 102 ] [ 103 ]            |
| 33     | 2015    | Fira de Barcelona                                                                                     | Braden Lamb, Bryan Talbot, David Finch, Frederik Peeters, Jérémie Moreau, Igort, Mary M. Talbot, Milo Manara, Ryan North, Scott McCloud, Shelli Paroline, Tim Sale | - | 113.000                                                                                               | 726.000 EUR                                                                                           | Carles Santamaría                       | [ 104 ] [ 104 ]                    |
| 34     | 2016    | Fira de Barcelona                                                                                     | Frank Miller, Lele Vianello, Paolo Eleuteri Serpieri, Alberto Ponticelli, Ben Bocquelet, Bosse, Brian Azzarello, Cyril Pedrosa, Doug Braithwaite, Ellie Pyle, Koren Shadmi, Marion Fayolle, Mathilde Domecq, Mic Graves, Mike Carey, Olivier Galli, Philippe Ostermann, Pierre Alary, Sara Fratini, Sole Otero, Stefano Turconi, Ted Adams, Teresa Radice, Yildiray Cinar, Zeina Abirached, Alessandro Barbucci, Zerocalcare | 45.000 m²                                                                                             | 118.000                                                                                               | 786.500 EUR                                                                                           | Carles Santamaría                       | [ 105 ] [ 103 ]                    |
| 35     | 2017    | Fira de Barcelona                                                                                     | Alexa Fox, Bill Bailey, Bruno Gazzotti, Bryan Talbot, Cédric Illand, Daniel Ketchum, Dave Gibbons, Eric Maltaite, Gene Ha, Gina Wynbrandt, Hermann, José Muñoz, Jill Thompson, Juan Padrón, Kim Jung Gi, Lucas Varela, Liza Donnelly, Mary M. Talbot, Matt Kindt, Mauricio Vicent, Michele Masiero, Miguel Díaz Vizoso, Mitch Gerads, Romain Hugault, Sara Miller, Sole Otero                                                | 50.000 m²                                                                                             | 118.000                                                                                               | | Carles Santamaría                       | [ 106 ]                            |
| 36     | 2018    | Fira de Barcelona                                                                                     | Dann Thomas, Kelly Sue DeConnick, Lorena Alvarez, Matt Fraction, Roy Thomas, Stan Sakai, Tillie Walden, Ralf König, Vittorio Giardino, Miguel Díaz Vizoso, David Lloyd, Jamie Delano, Dave McKean, Shea Fontana, Fabrice Parme, Liv Strömquist | 50.000 m²                                                                                             | 118.000                                                                                               | | Meritxell Puig                          | [ 107 ] [ 108 ]                    |
| 37     | 2019    | Fira de Barcelona                                                                                     | Daniel Clowes, Devin Grayson, Milo Manara, David Tako, Lee Bermejo, Devin Grayson, Giuseppre Matteoni, Mathieu Reynès, Oliver Schrauwen, Rafael Alburquerque, Timothé Le Boucher, Tute, Typex, Wes Craig | 52.000 m²                                                                                             | 112.000                                                                                               | 1 milió d'EUR                                                                                         | Meritxell Puig                          | [ 109 ] [ 110 ] [ 45 ]             |
| 38     | 2020    | Edició presencial anul·lada degut a l'epidèmia per coronavirus. L'esdeveniment fou celebrat en línia. | Edició presencial anul·lada degut a l'epidèmia per coronavirus. L'esdeveniment fou celebrat en línia. | Edició presencial anul·lada degut a l'epidèmia per coronavirus. L'esdeveniment fou celebrat en línia. | Edició presencial anul·lada degut a l'epidèmia per coronavirus. L'esdeveniment fou celebrat en línia. | Edició presencial anul·lada degut a l'epidèmia per coronavirus. L'esdeveniment fou celebrat en línia. | Meritxell Puig                          |                                    |
| 39     | 2021    | Edició presencial anul·lada degut a l'epidèmia per coronavirus. L'esdeveniment fou celebrat en línia. | Edició presencial anul·lada degut a l'epidèmia per coronavirus. L'esdeveniment fou celebrat en línia. | Edició presencial anul·lada degut a l'epidèmia per coronavirus. L'esdeveniment fou celebrat en línia. | Edició presencial anul·lada degut a l'epidèmia per coronavirus. L'esdeveniment fou celebrat en línia. | Edició presencial anul·lada degut a l'epidèmia per coronavirus. L'esdeveniment fou celebrat en línia. | Meritxell Puig                          |                                    |
| 40     | 2022    | Fira de Barcelona                                                                                     | Agustina Guerrero, Benoit Feroumont, Brecht Evens, Darío Adanti, Jacques Tardi, Dominique Grange, Jérôme Lereculey, John Allison, Kat Ley, Kateřina Čupová, Manuele Fior, Nora Krug, Peter Bagge, Ricardo Martínez, Sara Varon | 48.000 m²                                                                                             | 110.000                                                                                               | | Meritxell Puig                          | [ 111 ]                            |
| 41     | 2023    | Fira de Barcelona                                                                                     | André Lima Araújo, Aneke, Anne Simon, Aude Picault, Barbara Stok, Bengal, Camille Vannier, Florence Cestac, Greg Tocchini, Igort, James Tynion IV, Léa Murawiec, Matteo Scalera, Rick Remender, Sammy Harkham, Zerocalcare | 48.000 m²                                                                                             | 110.000                                                                                               | 850.000 EUR                                                                                           | Meritxell Puig                          |                                    |
| 42     | 2024    | Fira de Barcelona                                                                                     | Beto Hernández, Tanino Liberatore, Posy Simmonds, Martin Panchaud, Georges Bess, Lisa Lugrin, Stefano Casini, Marjorie Liu, Sana Takeda, Max Sarin, Mikael Ross, Max Baitinger, Erik Kriek, Liniers | 52.000 m²                                                                                             | 110.000                                                                                               | 920.000 EUR                                                                                           | Meritxell Puig                          | [ 112 ] [ 113 ]                    |
| 43     | 2025    | Fira de Barcelona                                                                                     | Chris Ware, Craig Thompson, David López, Emma Ríos, Gerónimo Stilton, Jaime Hernández, Ismael Pinteño Visuara, Javier Rodríguez, John Howe, Kate Beaton, Marika Vila, Miguel Vila, Pepe Larraz, Sally Rippin, Tiphaine Rivière | 50.000 m²                                                                                             | 110.000                                                                                               | | Meritxell Puig                          |                                    |